# Paramesotriton
Genre
Synonymes
- Mesotriton Bourret, 1934 nec Bolkay, 1927
- Trituroides Chang, 1935
- Allomesotriton Freytag, 1983

Paramesotriton est un genre d'urodèles de la famille des Salamandridae.

## Répartition
Les treize espèces de ce genre se rencontrent en Chine, au Laos et dans le nord du Viêt Nam.

## Liste des espèces
Selon Amphibian Species of the World (3 janvier 2015) :
- Paramesotriton caudopunctatus (Liu & Hu, 1973)
- Paramesotriton chinensis (Gray, 1859)
- Paramesotriton deloustali (Bourret, 1934)
- Paramesotriton fuzhongensis Wen, 1989
- Paramesotriton guangxiensis (Huang, Tang & Tang, 1983)
- Paramesotriton hongkongensis (Myers & Leviton, 1962)
- Paramesotriton labiatus (Unterstein, 1930)
- Paramesotriton longliensis Li, Tian, Gu & Xiong, 2008
- Paramesotriton maolanensis Gu, Chen, Tian, Li & Ran, 2012
- Paramesotriton qixilingensis Yuan, Zhao, Jiang, Hou, He, Murphy & Che, 2014
- Paramesotriton wulingensis Wang, Tian & Gu, 2013
- Paramesotriton yunwuensis Wu, Jiang & Hanken, 2010
- Paramesotriton zhijinensis Li, Tian & Gu, 2008

## Publication originale
- Chang, 1935 : Note relative au batracien urodèle: Mesotriton deloustali Bourret. Bulletin du Museum National d'Histoire Naturelle, Paris, sér. 2, vol. 7, p. 95-98.